# 龙田镇 (龙门县)
龙田镇，是中华人民共和国广东省惠州市龙门县下辖的一个乡镇级行政单位。

## 行政区划
龙田镇下辖以下地区：
西埔村、石龙头村、旧梁村、沙塘村、长坑村、王宾村、凌角塘村、江冚村、邬村、田尾村、李洞村、赖屋村、社厦村和黄珠洞村。